# Dicranomyia clarki
Dicranomyia clarki là một loài ruồi trong họ Limoniidae. Chúng phân bố ở miền Australasia.